# Liste der Monuments historiques in Ambès
Die Liste der Monuments historiques in Ambès führt die Monuments historiques in der französischen Gemeinde Ambès auf.

## Liste der Bauwerke
| Bezeichnung          | Beschreibung                | Standort             | Kennzeichnung | Schutzstatus | Datum | Bild           |
| -------------------- | --------------------------- | -------------------- | ------------- | ------------ | ----- | -------------- |
| Schloss Sainte-Barbe | Erbaut in den 1760er Jahren | Route du Burk (Lage) | PA33000001    | Inscrit      | 1996  | weitere Bilder |

## Liste der Objekte
- Monuments historiques (Objekte) in Ambès in der Base Palissy des französischen Kultusministeriums